# 1995 SE4
1995 SE4 är en asteroid i huvudbältet som upptäcktes den 28 september 1995 av den brittiske astronomen Stephen P. Laurie i Church Stretton.
Asteroiden har en diameter på ungefär 5 kilometer och den tillhör asteroidgruppen Maria.